# Sportåret 1903

## Händelser

### Bandy
- Okänt datum – Svenska Bollspelsförbundet anordnar världens första bandyserie. Åtta lag deltar.[1]
- Okänt datum – De första riktiga bandymatcherna i Norge spelas.[2]

### Baseboll
- 13 oktober - American League-mästarna Boston Americans vinner den första World Series med 5-3 i matcher över National League-mästarna Pittsburg Pirates.[3]

### Fotboll
- 5 april - Böhmen spelar sin första officiella landskamp i fotboll, då man i Budapest förlorar med 1-2 mot Ungern.[4]
- 2 augusti – Göteborgs IF blir svenska mästare efter finalseger med 5–2 över Göteborgs FF. Matchen spelas på Idrottsplatsen i Göteborg.[5]
- Okänt datum – VfB Leipzig koras till de första tyska mästarna.
- Okänt datum – Sheffield Wednesday FC vinner engelska ligan och blir därmed engelska mästare.
- Okänt datum – Bury FC finalbesegrar Derby County FC med 6 – 0 i FA-cupen.
- Okänt datum – Hibernian FC blir skotska mästare.
- Okänt datum – Glasgow Rangers FC finalbesegrar Hearts of Midlothian FC i skotska cupen.
- Okänt datum – Den skotska klubben Aberdeen FC bildas.
- Okänt datum – Det franska idrottsförbundet kontaktar det engelska fotbollsförbundet med ett förslag att inrätta ett internationellt fotbollsförbund. Det engelska svaret är att ett sådant förbund är av inget intresse.

### Friidrott
- John Lorden vinner Boston Marathon[6]

### Golf
- The Open Championship (British Open)  vinns av Harry Vardon, Storbritannien.
- US Open vinns av skotsk-amerikanen William Anderson.

### Ishockey
- Montreal HC besegrar Winnipeg Victorias med 3 – 1 i utmaningsspel om Stanley Cup.
- Ottawa HC utmanar i sin tur Montreal HC och övertar cupen. Ottawa behåller cupen till 1906 trots ett antal utmaningar.

### Motorsport
- Belgaren Camille Jenatzy vinner Gordon Bennett Cup med en Mercedes.

### Segling
- New York Yacht Club återtar America's Cup då Reliance besegrar brittiska utmanaren Shamrock III från Royal Ulster Yacht Club, med 3-0 (Shamrock III ger upp efter tre omgångar)[7]

### Tennis
- 8 augusti - Brittiska öarna vinner International Lawn Tennis Challenge genom att finalbesegra USA med 4-1 i Boston.[8]

## Evenemang
- Tour de France arrangeras för första gången. Segraren heter Maurice Garin.

## Bildade föreningar och klubbar
- 27 april - IK Sleipner[9]
- 25 augusti - GIF Sundsvall, fotboll[9]
- Okänt datum – Grêmio FBPA, fotboll

## Födda
- 19 juni - Lou Gehrig, amerikansk basebollspelare.

## Avlidna
- 25 maj – Marcel Renault, 31, fransk racerförare och bilkonstruktör.

### Fotnoter
1. ↑  Tobias Stark (12 juni 2010). ”Folkhemmet på is”. Linnéuniversitet. sid. 105. https://www.diva-portal.org/smash/get/diva2:320067/FULLTEXT01.pdf. Läst 18 mars 2020.
2. ↑  ”Norway” (på engelska). Bandytipset. https://www.oocities.org/~bandytips/English/Norway.html. Läst 8 september 2011.
3. ↑  ”1903 World Series” (på engelska). Baseball-Reference.com. http://www.baseball-reference.com/postseason/1903_WS.shtml. Läst 16 juli 2015.
4. ↑  ”Bohemia and Moravia - International Matches” (på engelska). RSSSF. http://www.rsssf.com/tablesb/bohmor-intres.html. Läst 20 augusti 2011.
5. ↑  Jimmy Lindahl (14 mars 2000). ”Svenska mästare i fotboll 1896–1925”. Bolletinen. http://www.bolletinen.se/sfs/allsvenskan/sm1896.pdf. Läst 10 oktober 2011.
6. ↑  ”Boston Marathon History: 1901-1905”. www.baa.org. Boston: Boston Athletic Association. 2011. Arkiverad från originalet den 21 februari 2011. https://web.archive.org/web/20110221123355/http://www.baa.org/races/boston-marathon/boston-marathon-history/race-summaries/1901-1905.aspx. Läst 2 mars 2011.
7. ↑  The St. Louis Republic 4 september 1903 Reliance Alone Finishes Last Race For Cup
8. ↑  ”Davis Cup”. http://www.daviscup.com/en/results/tie/details.aspx?tieId=10003702. Läst 20 augusti 2011.
9. 1 2  Martin Alsiö (14 mars 2004). ”De allsvenska klubbarnas födelsedagar”. Bolletinen. http://www.bolletinen.se/sfs/allsvenskan/grundades.pdf. Läst 18 februari 2015.